# Police United
Der Police United Football Club (thailändisch สโมสรฟุตบอลเพื่อนตำรวจ) war ein thailändischer Fußballverein aus der thailändischen Hauptstadt Bangkok. Die Police war eine Werksmannschaft der Thailändischen Polizei, welche gleichzeitig Hauptgeldgeber des Vereins war. Der Verein spielte die letzte Saison in der zweiten Liga, der Thai Premier League Division 1.

## Vereinsgeschichte
Gegründet wurde der Polizeisportverein 1960. 1965 feierte der Verein seine erste und einzige Meisterschaft. Danach wurde es still um den Klub der Polizisten. Die letzten Jahre der Vereinsgeschichte können nicht gerade als erfolgreich bezeichnet werden. So hatte der Verein in den letzten 10 Jahren 3 Abstiege und 2 Aufstiege zu verzeichnen. Dem letzten Aufstieg in die Thailand Premier League, 2006, folgte 2007 erneut der direkte Wiederabstieg. Im Folgejahr, 2008, verpasste man den direkten Wiederaufstieg nur knapp um 4 Punkte und belegte am Ende der Saison Platz 4. Vor der Saison 2009, benannte sich der Verein jedoch von FC Royal Thai Police in Police United um. Dies geschah aufgrund der neuen Anforderungen seitens der Thailand Premier League und der AFC, welche vorsieht, dass Vereine als Firmen fungieren und ebenso als solche registriert sein müssen.
Die Zweitliga Saison 2009 wurde von Beginn an von Police United dominiert. Mit 65 Punkten aus 30 Spielen konnte der dritte Aufstieg in die TPL perfekt gemacht werden. Dabei erzielte die Mannschaft insgesamt 76 Tore. Manit Noywech, Topstürmer des Vereins gelangen 24 Tore. Nach Ende der Saison durfte die Mannschaft einige Auszeichnungen in Empfang nehmen. Chaiyong Kumpiam wurde als Trainer des Jahres, Sompong Yod-art als Torwart des Jahres und Manit Noywech als Stürmer des Jahres ausgezeichnet. Für die Saison 2010 konnte die Police zwei hochwertige Spieler verpflichten. Im Mittelfeld verstärkte man sich mit dem erfahrenen Narongchai Vachiraban und im Angriff mit Nantawat Thaensopa.
Letzterer war Torschützenkönig der AFC Champions League 2008. Mit Goran Zoric kam ein weiterer Stürmer hinzu. Zoric ist der erste Australier in der Thai Premier League.
Im Januar 2010 schloss der Klub einen Vertrag mit der Firma Insee. Für den Betrag von 60 Millionen Baht, über eine Laufzeit von drei Jahren, gab sich Klub den Beinamen Insee.
Der offizielle Name des Klubs lautet seit dem Insee Police United. Für die Saison 2010 wurde erneut das Stadion gewechselt. Neue Heimat des Klubs ist jetzt das Thammasat-Stadion in der Provinz Pathum Thani, nördlich von Bangkok.
Bei der Police spielten so namhafte Spieler wie Seksan Piturat, Kiatisuk Senamuang Thawatchai Damrong-Ongtrakul und Dusit Chalermsan. Seksan Piturat beendete 2008 seine Karriere hier und Kiatisuk Senamuang, heute Trainer des FC Chonburi, war als Polizist angestellt.
2017 fusionierte man mit dem BEC Tero Sasana und es entstand der neue Verein Police Tero Football Club.

## Stadion

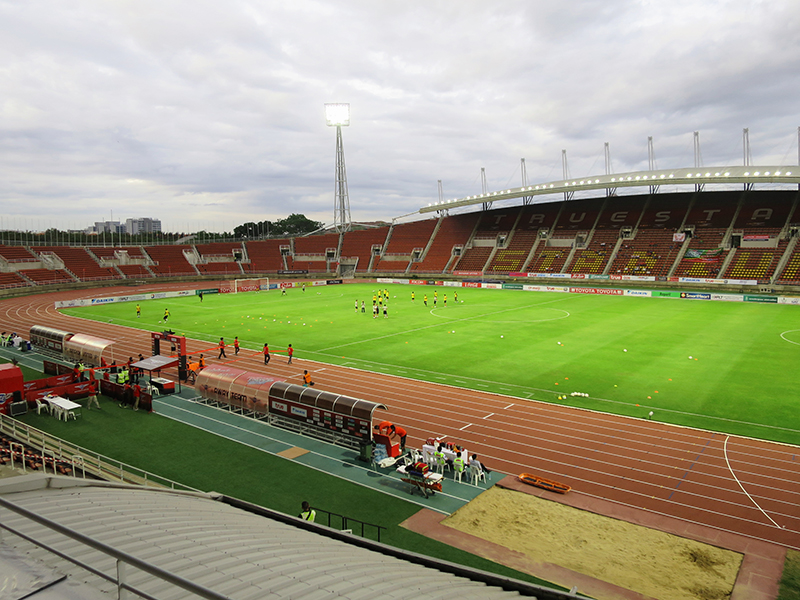
Thammasat Stadium

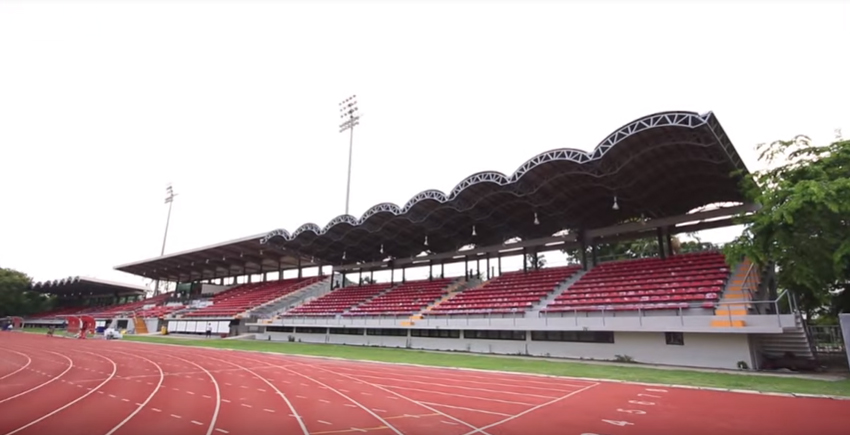
Boonyachinda Stadium

Die Heimspiele der letzten Saison 2015 wurden im Boonyachinda Stadium (thailändisch สนามบุณยะจินดา) im Bezirk Lak Si der thailändischen Hauptstadt Bangkok ausgetragen. Bei dem Stadion handelt es sich um ein Mehrzweckstadion. Das Stadion hat ein Fassungsvermögen von 3550 Personen. Eigentümer und Betreiber ist die Royal Thai Police.

### Spielstätten seit 2007
| Saison      | Stadion                  | Standort                       | Kapazität | Eigentümer                                        | Koordinaten                       |
| ----------- | ------------------------ | ------------------------------ | --------- | ------------------------------------------------- | --------------------------------- |
| 2007        | Ratchaburi Stadium       | Ratchaburi, Provinz Ratchaburi | 10.000    | Ratchaburi Provincial Administrative Organization | 13° 31′ 54,5″ N, 99° 48′ 49,8″ O  |
| 2008        | Boonyachinda Stadium     | Lak Si, Bangkok                | 3550      | Royal Thai Police                                 | 13° 52′ 1,8″ N, 100° 34′ 38,6″ O  |
| 2009        | Klong Chan Sports Center | Bang Kapi, Bangkok             | N/A       | Institute of Physical Education                   | 13° 46′ 40,2″ N, 100° 38′ 41,5″ O |
| 2010 – 2014 | Thammasat Stadium        | Pathum Thani, Pathum Thani     | 20.000    | Thammasat-Universität                             | 14° 3′ 59,4″ N, 100° 36′ 9″ O     |
| 2015        | Boonyachinda Stadium     | Lak Si, Bangkok                | 3550      | Royal Thai Police                                 | 13° 52′ 1,8″ N, 100° 34′ 38,6″ O  |

## Erfolge
- Kor Royal Cup (ถ้วย ก.) (Thailändische Meisterschaft)

Meister: 1965
- Thailand Division 1 League

Meister: 1999, 2006, 2009, 2015
- Queen’s Cup

Finalist: 2010

## Ehemalige Spieler
| - Seksan Piturat - Kiatisuk Senamuang - Thawatchai Damrong-Ongtrakul - Dusit Chalermsan - Krissadee Prakobkong - Payungsak Pannarat - Woo Hyun - Takahiro Kawamura - Pradit Sawangsri - Tanapat Na-tarue - Nattapon Malapun - Tana Chanabut - Rangsan Viwatchaichok - Leandro dos Santos - Pipat Thonkanya - Chumpol Bua-ngam - Daniel | - John Wilkinson - Nontapan Jeansatawong - Chananan Pombuppha - Yannick Ossok - Pokklaw Anan - Pairote Sokam - Surachat Sareepim - Narongchai Vachiraban - Pichet In-bang - Lee Ho-Jin - Nantawat Thaensopa - Mongkol Namnuad - Felipe Ferreira - Jakkapan Pornsai - Kritchana Yod-Ard - Dudu - Michaël Murcy - Assaming Mae | - Ludovick Takam - Manit Noywech - Patiparn Phetphun - Anon Nanok - Atthipol Poolsap - Adnan Barakat - Intharat Apinyakool - Surapong Thammawongsa - Decha Sa-ardchom - Chananan Pombuppha - Teeratep Winothai - Sergio Suárez - Lee Han-kuk - Pedrinho - Wanlop Saechio - Surachart Sing-Ngon - Tanapol Udomlap - Decha Phetakua | - Teeratep Winothai - Pakorn Prempak - Adul Muensamaan - Panupong Wongsa - Teerapong Deehamhae - Ronnachai Rangsiyo - Siwakorn Chakkuprasart - Rattanai Songsangchan - Paitoon Nontadee - Shō Shimoji - Norihiro Nishi - Ekkapan Jandakorn - Rangsan Iam-Wiroj - Sompob Nilwong - Wanchalerm Yingyong - Saranyu Intarach - Wannaphon Buspakom - Matej Rapnik |

## Beste Torschützen
| Saison | Name               | Tore |
| ------ | ------------------ | ---- |
| 1999   | Yordchay Dejleh    | 15   |
| 2007   | Traore Adama       | 5    |
| 2008   | Victor Paintsil    | 12   |
| 2009   | Manit Noywech      | 24   |
| 2010   | Chakrit Buathong   | 11   |
| 2011   | Surachat Sareepim  | 8    |
| 2012   | Leandro Dos Santos | 9    |
| 2013   | Michaël Murcy      | 10   |
| 2014   | Michaël Murcy      | 10   |
| 2015   | Tana Chanabut      | 25   |

## Trainer
| Name                         | Zeit bei Police United | Zeit bei Police United |
| Name                         | von                    | bis                    |
| ---------------------------- | ---------------------- | ---------------------- |
| Thawatchai Damrong-Ongtrakul | 12. Februar 2011       | 30. November 2013      |
| Attaphol Buspakom            | 1. Januar 2014         | 16. April 2015         |
| Mika Lönnström               | 1. April 2014          | 1. August 2014         |
| Thawatchai Damrong-Ongtrakul | 25. Juni 2014          | 31. August 2014        |
| Tawan Sripan                 | 1. Juli 2015           | 30. November 2015      |

## Saisonplatzierung
| Saison  | Liga                           | Liga  | Liga   | Liga | Liga | Liga | Liga   | Liga   | Liga     | Pokal         | Pokal        |
| Saison  | Liga                           | Level | Spiele | S    | U    | N    | Tore   | Punkte | Position | FA Cup        | League Cup   |
| ------- | ------------------------------ | ----- | ------ | ---- | ---- | ---- | ------ | ------ | -------- | ------------- | ------------ |
| 1996/97 | Thai Premier League            | 1     | 34     | 13   | 11   | 10   | 53:39  | 50     | 10.      |               |              |
| 1997    | Thai Premier League            | 1     | 22     | 4    | 10   | 8    | 19:25  | 22     | 11. ▼    |               |              |
| 1998    | Thai Premier League Division 1 | 2     |        |      |      |      |        |        |          |               |              |
| 1999    | Thai Premier League Division 1 | 2     |        |      |      |      |        |        | 1. ▲     |               |              |
| 2000    | Thai Premier League            | 1     | 22     | 6    | 8    | 8    | 25:27  | 26     | 7.       |               |              |
| 2001/02 | Thai Premier League            | 1     | 22     | 4    | 7    | 11   | 16:024 | 19     | 11. ▼    |               |              |
| 2002/03 | Thai Premier League Division 1 | 2     |        |      |      |      |        |        |          |               |              |
| 2003/04 | Thai Premier League Division 1 | 2     |        |      |      |      |        |        |          |               |              |
| 2004/05 | Thai Premier League Division 1 | 2     |        |      |      |      |        |        |          |               |              |
| 2006    | Thai Premier League Division 1 | 2     |        |      |      |      |        |        | 1. ▲     |               |              |
| 2007    | Thai Premier League            | 1     | 30     | 5    | 4    | 21   | 19:51  | 19     | 16. ▼    |               |              |
| 2008    | Thai Premier League Division 1 | 2     | 30     | 12   | 15   | 3    | 35:24  | 51     | 4.       |               |              |
| 2009    | Thai Premier League Division 1 | 2     | 30     | 19   | 8    | 3    | 76:25  | 65     | 1. ▲     | Achtelfinale  |              |
| 2010    | Thai Premier League            | 1     | 30     | 9    | 6    | 15   | 40:45  | 33     | 11.      | 3. Runde      | 2. Runde     |
| 2011    | Thai Premier League            | 1     | 34     | 11   | 11   | 12   | 36:40  | 44     | 9.       | Achtelfinale  | Achtelfinale |
| 2012    | Thai Premier League            | 1     | 34     | 10   | 12   | 12   | 37:38  | 42     | 11.      | Achtelfinale  | 1. Runde     |
| 2013    | Thai Premier League            | 1     | 32     | 9    | 11   | 12   | 40:37  | 38     | 9.       | Halbfinale    | Achtelfinale |
| 2014    | Thai Premier League            | 1     | 38     | 11   | 10   | 17   | 58:64  | 43     | 16. ▼    | 3. Runde      | 2. Runde     |
| 2015    | Thai Premier League Division 1 | 2     | 38     | 24   | 8    | 6    | 84:30  | 80     | 1.       | Viertelfinale | Halbfinale   |

## Statistik in den AFC-Wettbewerben
| Saison | Wettbewerb              | Runde                   |            | Verein          | Ergebnis |
| ------ | ----------------------- | ----------------------- | ---------- | --------------- | -------- |
| 1970   | Asian Club Championship | Gruppenphase – Gruppe B | Israel     | Hapoel Tel Aviv | 0:5      |
| 1970   | Asian Club Championship | Gruppenphase – Gruppe B | Indonesien | PSMS Medan      | 0:4      |
| 1970   | Asian Club Championship | Gruppenphase – Gruppe B | Indien     | West Bengal FT  | 1:2      |